# Безопасный режим
Безопа́сный режи́м (англ. safe mode) — режим диагностики компьютерной операционной системы (ОС). Термин может также относиться к режиму эксплуатации прикладного программного обеспечения. Безопасный режим предназначен для исправления некоторых проблем в операционной системе. Он также широко используется для удаления вирусов.

## Реализация
Windows, OS X, Android и GNU/Linux дистрибутивы, такие Ubuntu и Linux Mint являются примерами современных ОС с поддержкой безопасного режима.
Операционная система в безопасном режиме будет работать в режиме ограниченной функциональности, это позволяет быстрее найти проблемные компоненты, так как многие неосновные компоненты отключены.
В зависимости от операционной системы, безопасный режим, как правило, загружает минимальное число исполняемых модулей, за исключением самых необходимых, которые отображают информацию и принимают входные данные. Безопасный режим также может иметь форму параллельной мини операционной системы, которая не имеет сведений о конфигурации основной операционной системы. Например, в Microsoft Windows, пользователь может также загрузиться в консоль восстановления, небольшой режим поиска неисправностей, стоящий отдельно от основной операционной системы (также сюда можно попасть, загрузившись с установочного CD).

## Операционные системы

### Windows
В Windows безопасный режим (для 7 / Vista / XP / 2000 / ME / 98 / 95) доступен в NTLDR, при нажатии на клавишу F8 перед загрузкой ОС. Однако, c Windows 8 старый способ не работает, нужно либо нажать клавиши Shift-F8, либо перезагрузиться из обычного графического режима со специальными опциями.

### Unix
Эквивалентом в Unix-подобных операционных системах является однопользовательский режим, в котором демоны и X.org сервер не запускаются, и доступен только root пользователь. Часто этот режим используется для сброса паролей других учётных записей, при этом прежние пароли восстановить невозможно

## Прикладное программное обеспечение в безопасном режиме
Прикладное программное обеспечение иногда предлагает безопасный режим. В РНР, до версии 5.4, интерпретатор предлагает безопасный режим c более строгими мерами безопасности.